# Grand Paris Express
Grand Paris Express je budovaná síť metra v pařížské aglomeraci. Tvořit ji bude šest linek, které budou doplňovat stávající síť pařížského metra – současné linky 11 a 14, které byly prodlouženy za hranice města, a zcela nové linky 15, 16, 17 a 18. Síť bude mít celkovou délku 200 km, 71 stanic a její celkové zprovoznění se plánuje na rok 2030. Grand Paris Express zčásti vychází ze zamítnutých projektů Métro Grand Paris a Arc Express. Realizací jsou pověřeny společnosti Société du Grand Paris a Île-de-France Mobilités.

## Charakteristika projektu
Grand Paris Express je jedním z deseti projektů, které byly vyhlášeny v rámci projektu Grand Paris. Dne 26. ledna 2011 byla uzavřena dohoda mezi regionální radou Île-de-France a francouzským státem o společném projektu Grand Paris Express.  Nové linky nebudou na rozdíl od současných určeny pro město Paříž, ale vzniknou za jejími hranicemi v okolních departementech na území regionu Île-de-France. Pouze čtyři nové stanice (ze 71 plánovaných) vznikly na území města při prodloužení linky 14. V 75 % všech nových stanic bude zajištěn přestup na další systémy MHD (metro, Transilien, RER, tramvaje). Tři čtvrtiny nově postavených tratí povedou v podzemí. Tunelové tubusy s průměrem 10 m pojmou dvě koleje a budou se nacházet v průměrné hloubce 30 m.

## Plánované linky

### Linka 11
Linka 11 končila od roku 1937 ve stanici Mairie des Lilas ve městě Les Lilas u východních hranic Paříže. 13. června 2024 byla prodloužena východním směrem do stanice Rosny – Bois-Perrier, kde je možné přestoupit na RER E a od roku 2030 také na linku metra 15. Druhá etapa prodloužení do stanice Noisy-Champs ve městě Champs-sur-Marne byla odložena na neurčito. Na lince 11 jako jediné z projektu Grand Paris Express jezdí soupravy vedené strojvedoucím.

### Linka 14
Linka 14 vede severo-jižním směrem a spojuje Paříž s letištěm Orly a městy Saint-Denis, Saint-Ouen-sur-Seine, Le Kremlin-Bicêtre, Villejuif, Chevilly-Larue, Rungis a Paray-Vieille-Poste. Už od svého uvedení do provozu v roce 1997 jezdí jako plně automatizovaná. V začátcích provozu spojovala stanice Saint-Lazare a Olympiades a neopouštěla území města. V roce 2020 byl zahájen provoz na novém úseku do stanice Mairie de Saint-Ouen. V květnu roku 2024 byla linka prodloužena o jeden úsek do stanice Saint-Denis Pleyel, která se stane hlavním přestupním bodem systému Grand Paris Express propojujícím linky 14, 15, 16 a 17. Od června 2024 je v provozu i poslední úsek z Olympiades na letiště Orly. 

### Linka 15
Linka 15 bude okružní linka, která obkrouží Paříž za jejími hranicemi. Její dokončení je plánováno na rok 2030. Celková délka bude dosahovat 75 km, bude mít 36 stanic v 19 obcích. Výstavba byla naplánována do tří částí. Jižní úsek mezi stanicemi Noisy-Champs a Pont de Sèvres se 16 stanicemi spojí 22 obcí a bude měřit 33 km, jeho zprovoznění se plánuje na rok 2025. Západní část bude měřit 20 km a bude mít 11 stanic. Začíná na jihu ve stanici Pont de Sèvres a končí na severu ve stanici Saint-Denis Pleyel. Do provozu bude uvedena v roce 2030. Východní část bude mít 12 stanic ve 12 obcích. Tato část bude zprovozněna v roce 2030. Jedním z hlavních dopravních uzlů se stane stanice Val de Fontenay s přestupy na stávající linky RER A a RER E, na tramvajovou linku T1 a linku metra 1, která sem bude prodloužena v roce 2035.

### Linka 16
Linka 16 spojí v širokém oblouku severní předměstí (s napojením na linku 14 ve stanici Saint-Denis Pleyel) s východním (stanice Noisy-Champs). Bude procházet městy Saint-Denis, La Courneuve, Le Bourget, Aulnay-sous-Bois, Clichy-sous-Bois, Montfermeil a Chelles. Její délka bude asi 27,5 km a bude mít 10 stanic. Jejím cílem je zlepšit dopravní spojení ve východní části departementu Seine-Saint-Denis. Linka také křižuje všechny zásadní linky v departementu Seine-et-Marne: RER A, B a E a také trasy sítě Transilien. Uvedení do provozu se předpokládá ve dvou etapách v letech 2026 a 2028.

### Linka 17
Linka 17 povede mezi stanicemi Saint-Denis Pleyel a Le Bourget RER po stejné trati, jako linka 16. Linka spojí obce Saint-Denis, La Courneuve, Le Bourget, Gonesse, Roissy-en-France a Le Mesnil-Amelot. Bude obsluhovat letiště Le Bourget, průmyslovou oblast Le Triangle der Gonesse, výstaviště ve Villepinte a terminály 2 a 4 na letišti Charlese de Gaulla. Celková délka dosáhne 27 km s devíti stanicemi, na pěti z nich budou přestupy na RER nebo další linky Grand Paris Express.

### Linka 18
Linka 18 bude obepínat Paříž po jihozápadním okraji. Po svém dokončení bude mít téměř 50 km a z Nanterre přes Versailles na letiště Orly. Neboť se na této lince, na rozdíl od ostatních, očekává nižší dopravní vytíženost, budou zde využity užší soupravy typu MRV.

## Galerie

Schéma původního projektu Réseau de transport du Grand Paris
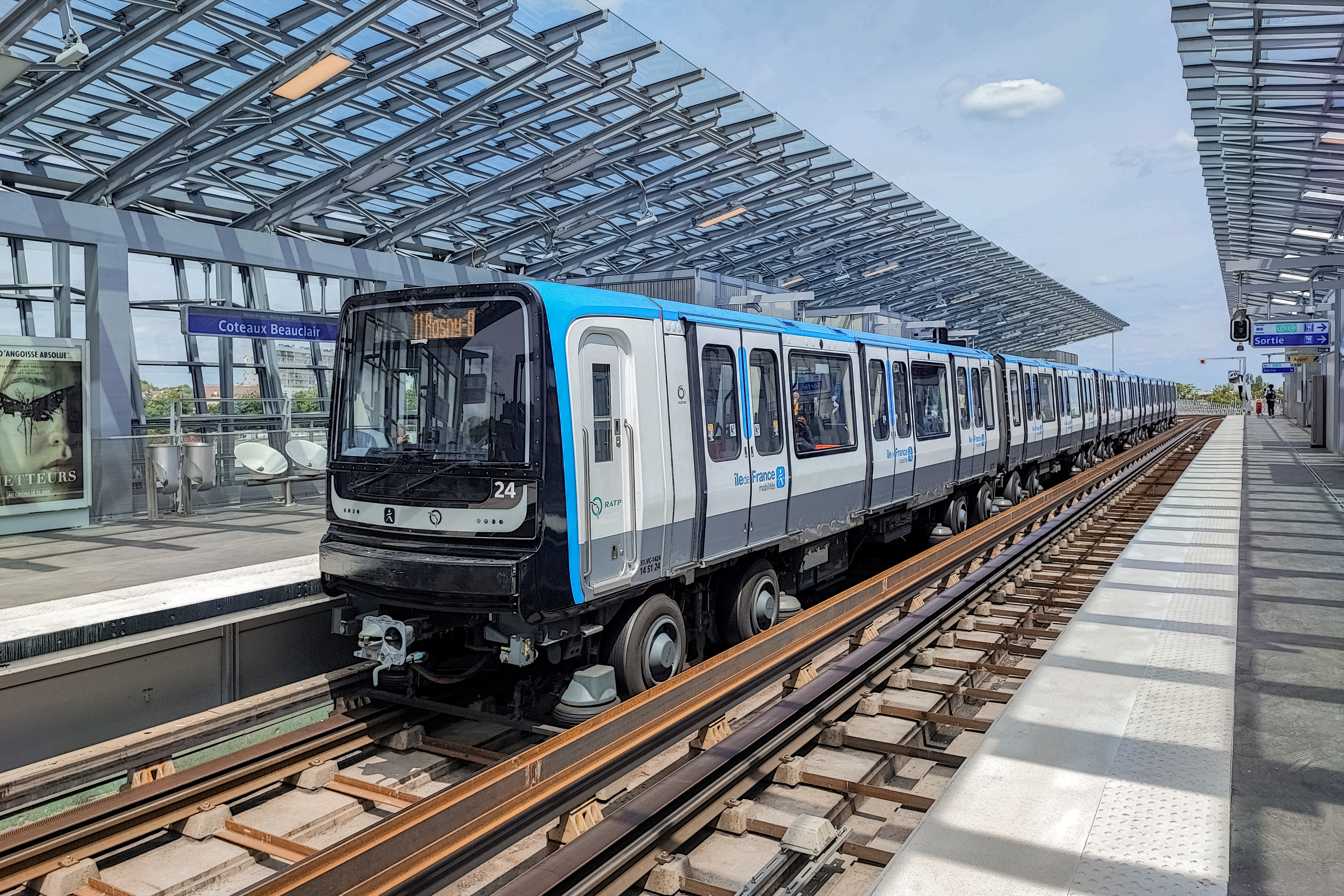
Souprava MP 14 ve stanici linky 11 Coteaux-Beauclair
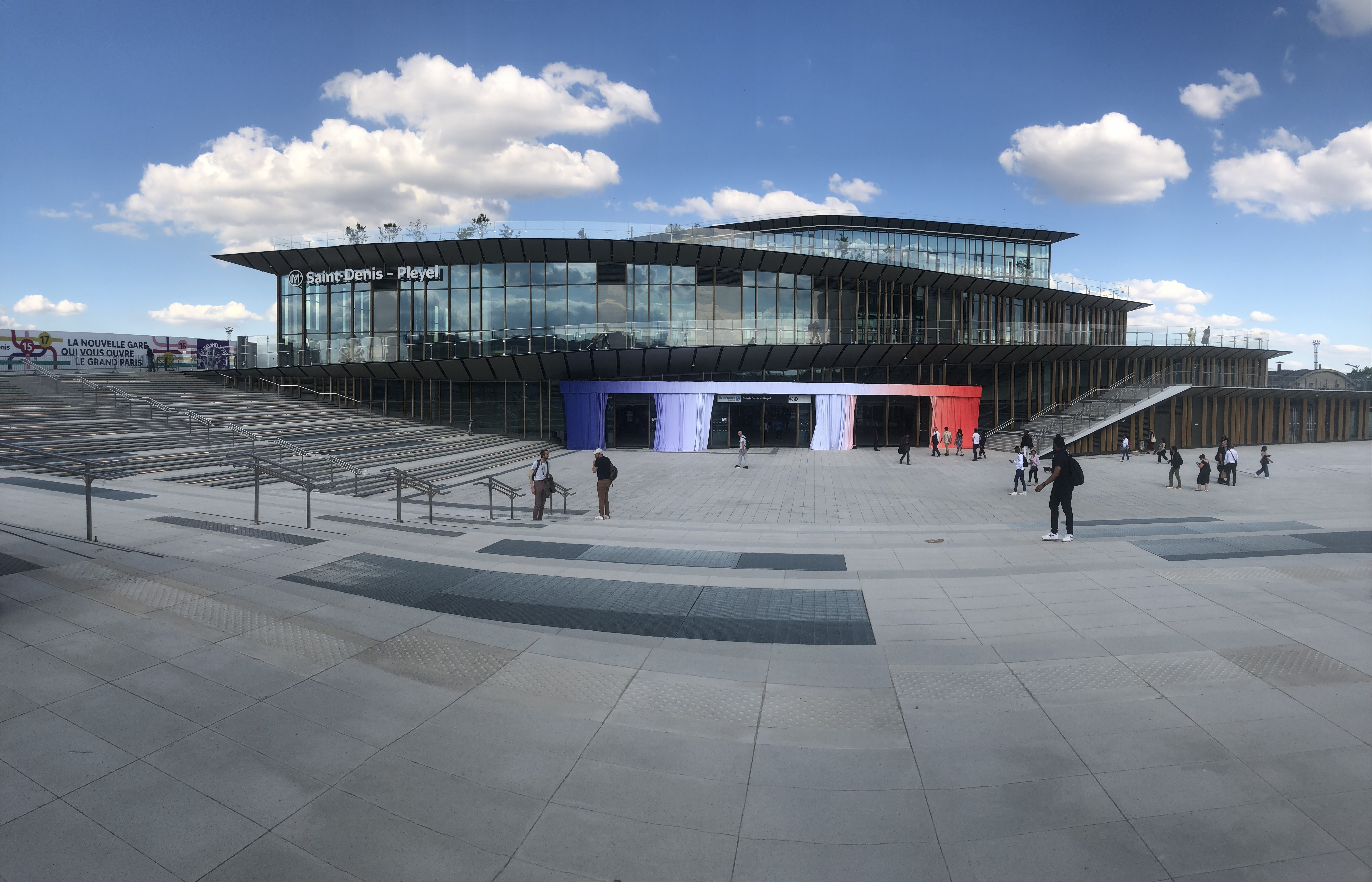
Přestupní uzel linek 14, 15, 16 a 17 Saint-Denis Pleyel
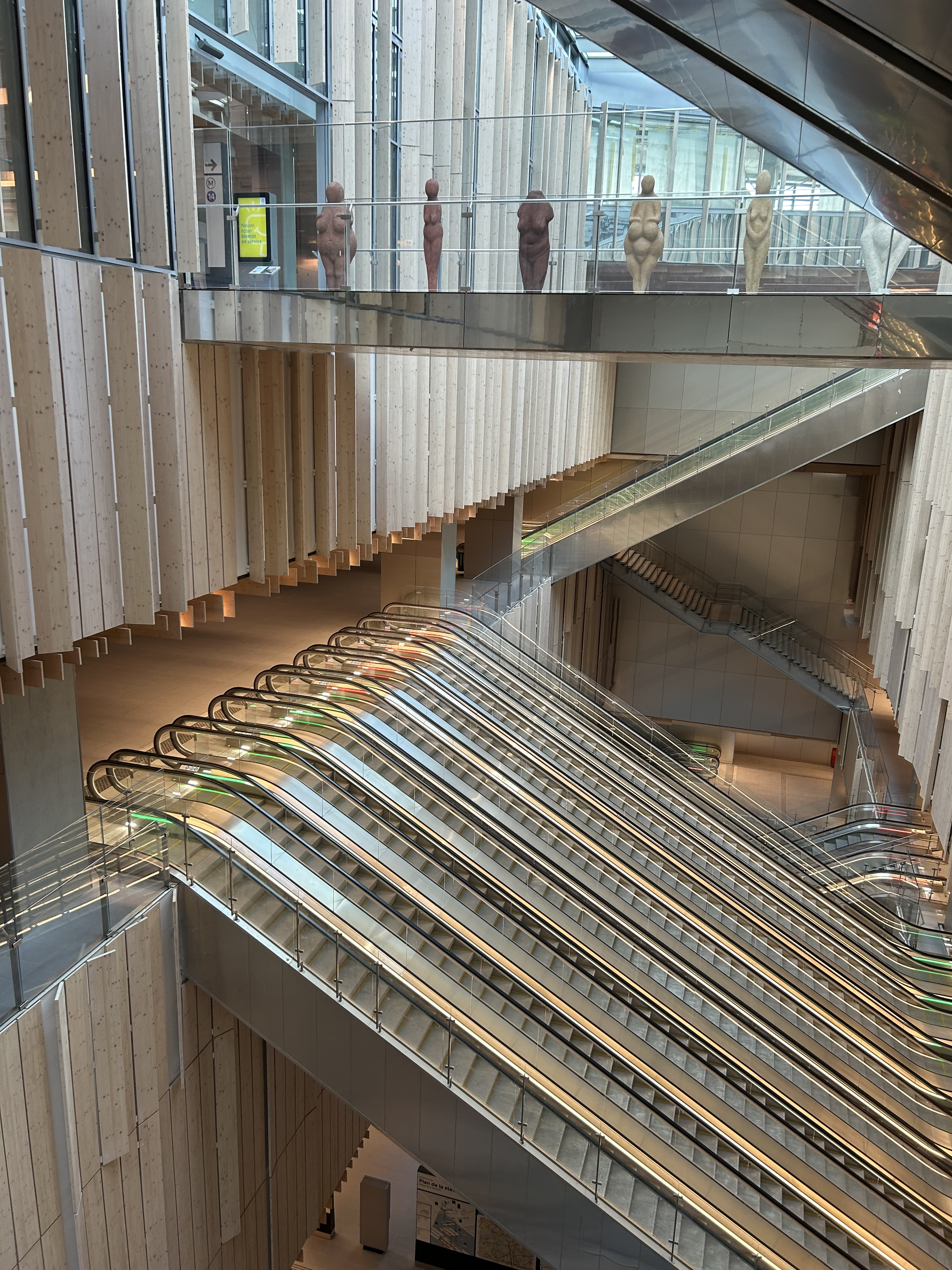
Interiér stanice Saint-Denis Pleyel
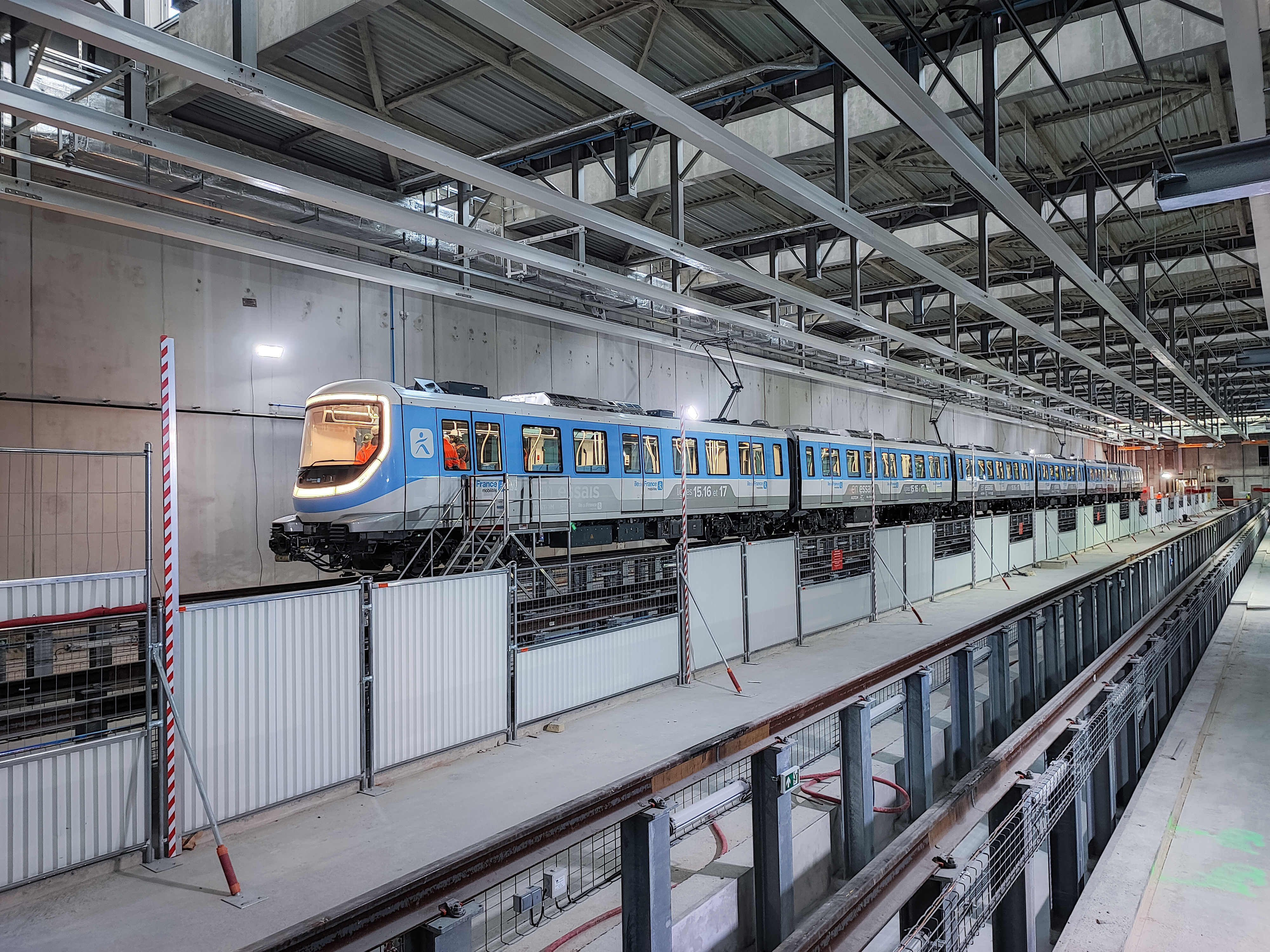
Souprava Alstom MR6V pro linku 15
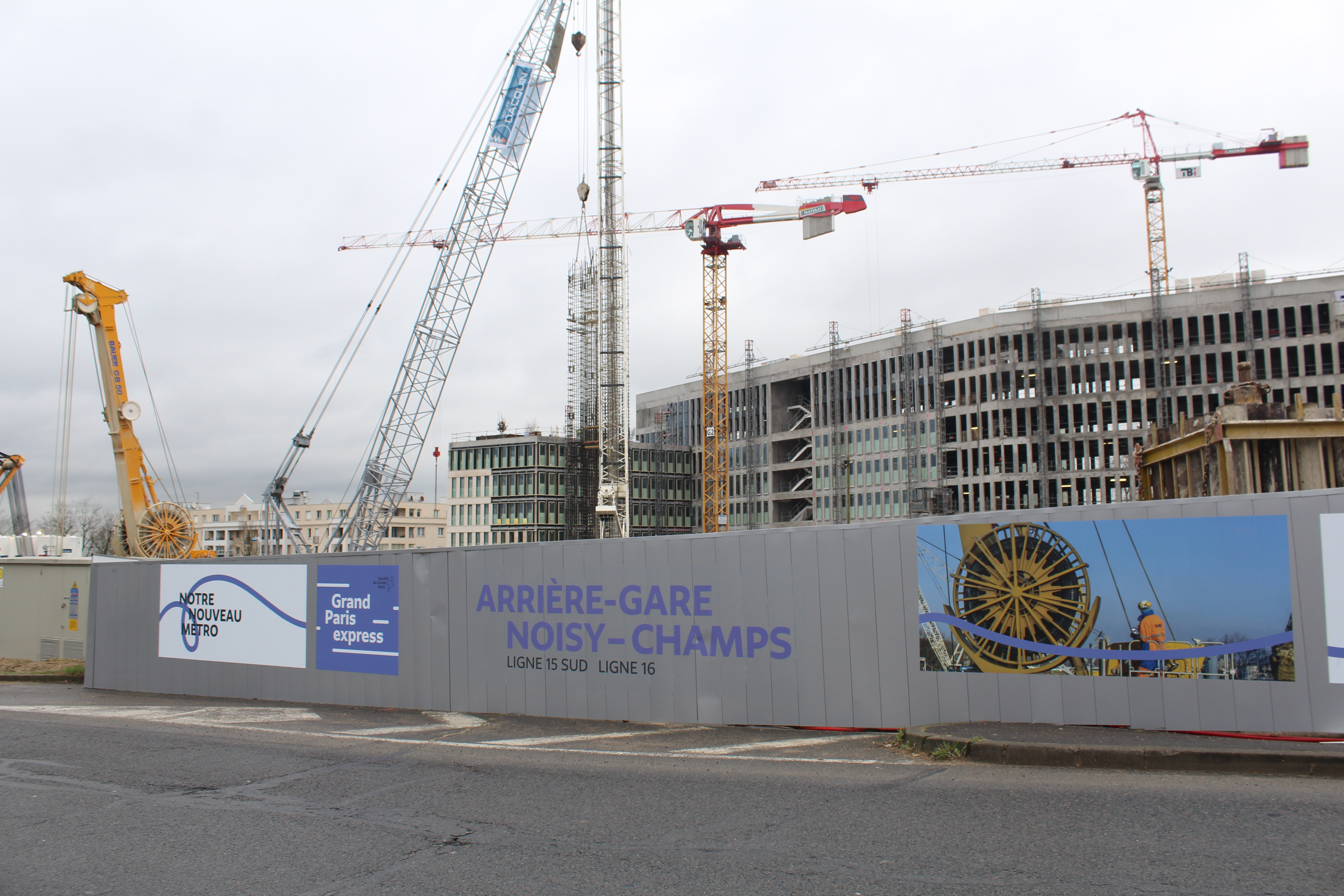
Výstavba stanice Noisy-Champs
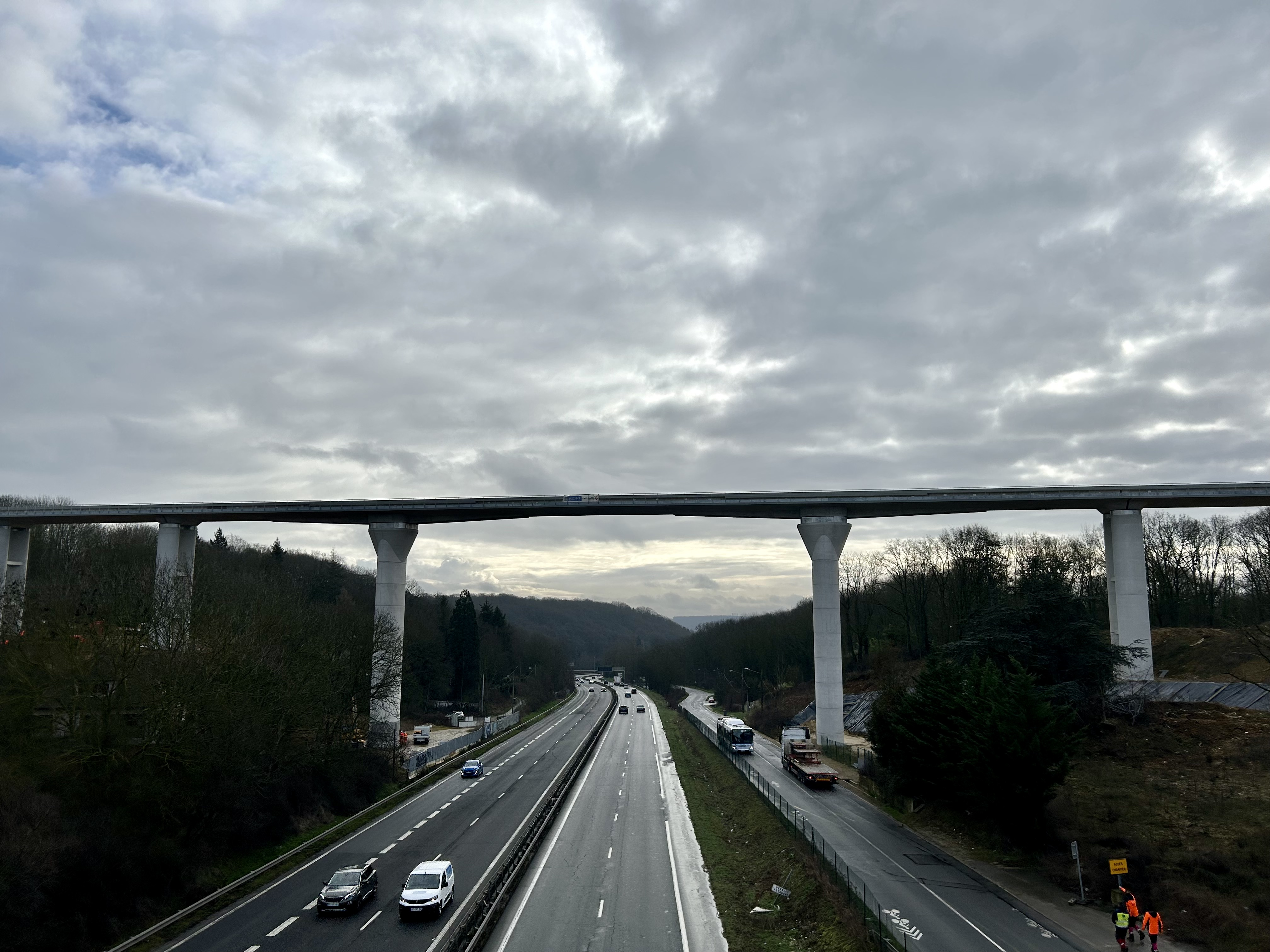
Trať linky 18 překonávající silnici N118 u Orsay